# تیم کولمن
تیم کولمن (به انگلیسی: Tim Coleman) بازیکن فوتبال زادهٔ ۲۶ اکتبر ۱۸۸۱ اهل انگلستان بود که سابقهٔ بازی در تیم ملی فوتبال انگلستان را در کارنامهٔ خود دارد. وی در تاریخ ۱۶ فوریه ۱۹۰۷ تنها بازی ملی خود را در مقابل تیم ملی فوتبال ایرلند انجام داد.